# Barrio Schleyer
Barrio Schleyer es un área residencial del sur de la ciudad de Chillán, Chile. Debe su nombre a Juan Schleyer Brandt, filántropo que donó sus tierras al municipio en 1929, con el fin de convertir en un parque, sin embargo, tras una serie de irregularidades administrativas, el objetivo nunca fue cumplido.
El terreno corresponde a un total de nueve hectáreas comprendidas inmediatamente al sur del sector de Las Cuatro Avenidas, cuyas áreas hoy son delimitadas aproximadamente por Avenida Collín, Avenida Libertador Bernardo O'Higgins, calle Rosauro Acuña y Avenida Huambalí aproximadamente, siendo ocupadas por obras como el Estadio Bicentenario Municipal Nelson Oyarzún Arenas, la Medialuna de Chillán, Pabellones Rodríguez, un centro de salud familiar, una organización no gubernamental, una corporación de arte y cultura, una cancha, una estación de gasolina y diversas subdivisiones de barrios.

## Historia
El 14 de septiembre de 1929, los herederos y familiares de Juan Schleyer ceden dos trazos de nueve hectáreas en total de la Hacienda Huambalí, divididos por la Avenida Palermo, ubicados al sur de la ciudad de Chillán al municipio local con el objetivo de que se creara un parque en la memoria del filántropo, cuyas condiciones establecían que las tierras donadas no se podían vender, ni enajenar, además si en un plazo de dos años el parque no era construido, los terrenos volverían a ser parte de la familia.

"Segundo: La donación se hace con la condición de que la Municipalidad no podrá vender ni enajenar el predio materia de este acuerdo y que deberá destinarlo exclusivamente a la formación de un parque natural que tendrá la denominación acordada. Si la Municipalidad no ejecutare el plano del parque y trazara las líneas en el terreno e hiciera las plantaciones correspondientes, quedará de hecho sin ningún valor, ni efecto, la donación."
Escritura del acuerdo entre la Municipalidad de Chillán y la familia Schleyer

### Loteo
En 1931 la familia exige al municipio la creación del parque, sin embargo este no responde. Una vez ocurrido el Terremoto de Chillán de 1939, se construyen tres conjuntos de viviendas para los damnificados, denominados como los pabellones Rodríguez, Estadio y Pizarro en el interior de los terrenos correspondidos al parque. Para 1969 el alcalde de ese entonces, Eduardo Contreras Mella, modifica el uso de suelo en el plano regulador de la ciudad, dejando el área del Parque Schleyer como uso habitacional, además cede a título gratuito a los ocupantes de los pabellones construidos en 1939, desde entonces son realizados otra serie de loteos hasta el Golpe Militar de 1973.
El 11 de agosto de 1980, el municipio de Chillán, liderado por el alcalde Luciano Cruz, y el servicio de vivienda y urbanización realizan una permuta de parte de los terrenos de Schleyer, por la regularización del terreno de los edificios municipales ubicados frente a la Plaza de armas de Chillán, cuales hoy corresponden al Teatro Municipal de Chillán, Centro de Extensión de la Universidad del Bío-Bío y el Edificio Consistorial.
Ya en 2004, durante la gestión edilicia de Aldo Bernucci, surge la venta de los terrenos de los pabellones de emergencia de 1939, suceso del cual la misma familia de Schleyer se opone. En 2007 se crea la organización "Un parque para Chillán" con el objetivo de llevar a cabo esta área verde, y en 2014 se logra crear un acuerdo suscrito para la creación de un parque con los dos últimos retazos que quedaban de las nueve hectáreas, sin embargo, al llegar el año 2017, estos últimos espacios fueron destinados a la construcción de un centro de salud y otras iniciativas, una de estas es el levantamiento de cinco edificios residenciales. Ante la protesta por la creación del parque, el Servicio de Vivienda y Urbanización, liderado por Óscar Crisóstomo, propuso el traslado del proyecto de edificios a la Medialuna de Chillán, oferta que fue rechazada por los futuros habitantes reunidos en un comité. En segunda instancia el Municipio de Chillán ofreció un terreno en calle Manuel Plaza, alternativa que también fue rechazada. Los edificios finalmente, fueron construidos en 2018 en el sitio que correspondía al área verde, a pesar de las protestas ciudadanas para la creación del parque.